# Hans-Josef Vogel

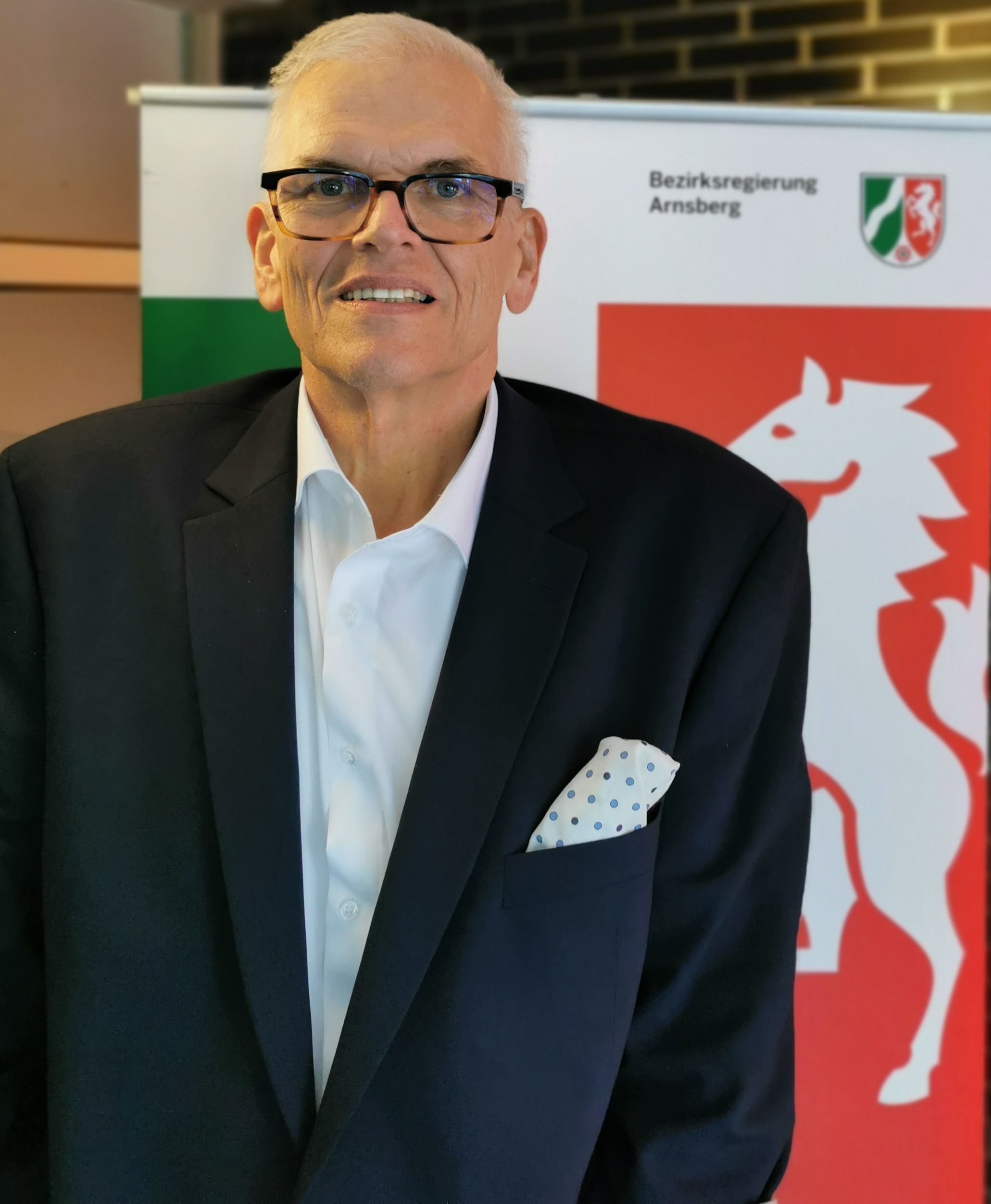
Hans-Josef Vogel (2022)

Hans-Josef Vogel (* 27. April 1956 in Werl) ist ein deutscher Politiker der CDU. Er war von 2017 bis 2022 Regierungspräsident des Regierungsbezirks Arnsberg und zuvor seit 1999 Bürgermeister der Stadt Arnsberg. Er gehört zu den Gründungsmitgliedern des Bundes der Energieverbraucher. Vogel war von 2002 bis 2017 Mitglied des Ausschusses der Regionen (AdR) der Europäischen Union. Vogel wurde 2023 als Nachfolger des grünen Politikers Reiner Priggen zum Vorstandsvorsitzenden des Landesverbandes Erneuerbare Energien NRW gewählt.

## Leben und Beruf
Nach dem Abitur, dem Studium der Rechtswissenschaften, Philosophie und der Politischen Wissenschaften sowie nach einem Ergänzungsstudium der Verwaltungswissenschaften an der Deutschen Hochschule für Verwaltungswissenschaften in Speyer wurde Hans-Josef Vogel nach seinem zweiten juristischen Staatsexamen im Jahr 1985 wissenschaftlicher Mitarbeiter des Instituts für Wirtschaft und Gesellschaft in Bonn (IWG Bonn). Dort arbeitete er zur Wirtschaftspolitik, zur Demografie und zur Neuordnung wettbewerblicher Ausnahmebereiche u. a. der leitungsgebundenen Energieversorgung.
Für die CDU-Landtagsfraktion saß Vogel im Untersuchungsausschuss des Landtages NRW zur illegalen Parteienfinanzierung.
Im Herbst 1987 wechselte Hans-Josef Vogel als Referent des Stadtdirektors und Referent für Schule, Kultur, Sport der Stadt Münster in die Kommunalverwaltung.
1991 übernahm er die Verwaltungsleitung für das Landesfunkhaus Sachsen des neu gegründeten Mitteldeutschen Rundfunks (MDR) in Dresden und trug zum Aufbau des MDR in Sachsen bei.
1993 wurde Hans-Josef Vogel zum Stadtdirektor der Stadt Arnsberg gewählt. Er reformierte dort die Verwaltung zu einem modernen Dienstleistungsunternehmen mit integrierten Service-Centern in den Stadtteilen, einem aktiven Beschwerdemanagement – das erste Beschwerdemanagement einer öffentlichen Verwaltung in Deutschland – und mit damals noch ungewöhnlichen Öffnungszeiten am Samstag. Zugleich stärkte Hans-Josef Vogel die Rolle des Bürgers als „Kunde“ der Verwaltung und als „Koproduzent“ öffentlicher Dienstleistungen. Dadurch gelang ihm auch ein erheblicher Bürokratieabbau. Auf dieser Grundlage war einer seiner weiteren Arbeitsschwerpunkte die Stadtentwicklung.
Im Jahr 1999 wählten ihn die Bürger zum ersten hauptamtlichen Bürgermeister der Stadt Arnsberg. 2004 wurde Hans-Josef Vogel mit 62,1 % und 2009 mit 61,5 % der Stimmen im Amt bestätigt. Auch aus den Kommunalwahlen 2014 ging Vogel erfolgreich hervor und wurde für weitere sechs Jahre ins  Amt des Bürgermeisters gewählt.
Von 2000 bis 2017 gehörte Vogel dem Verwaltungsrat der Kommunalen Gemeinschaftsstelle für Verwaltungsmanagement (KGSt) an.
Hans-Josef Vogel war von 2002 bis 2017 Mitglied des Ausschusses der Regionen (AdR) der Europäischen Union. Er arbeitet in der Fachkommission für Bildung, Jugend, Kultur und Forschung, EDUC, und in der Fachkommission für natürliche Ressourcen (NAT).
Im Juli 2017 wurde Vogel vom damaligen Ministerpräsidenten, Armin Laschet, mit Wirkung zum 1. September 2017 zum Regierungspräsidenten des Regierungsbezirks Arnsberg berufen. Infolgedessen schied er aus dem Amt des Bürgermeisters der Stadt Arnsberg aus. Seine Amtszeit endete am 31. August 2022. Zu seinem Nachfolger wurde Heinrich Böckelühr ernannt.
Als Regierungspräsident richtete Vogel eines der ersten Innovationslabore einer deutschen Verwaltung, das GovLab Arnsberg, ein.
Er trieb die digitale Transformation der Bezirksregierung Arnsberg als wirkungsorientierte Verwaltung voran.
Gemeinsam mit dem Verwaltungswissenschaftler Prof. Dr. Jörg Bogumil (Ruhr-Universität Bochum) und Dr. Sascha Gerber legte Vogel eine viel beachtete Publikation vor: „Verwaltung besser machen. Vorschläge aus Wissenschaft und Praxis“, Bochum, 2022.
Im Mai 2023 wurde Vogel zum neuen ehrenamtlichen Vorsitzenden des Landesverbandes Erneuerbare Energien NRW gewählt. Er ist Mitglied des Hochschulrates der Fachhochschule Südwestfalen.

## Ehrungen
Die rumänische Partnerstadt Arnsbergs Alba Iulia verlieh ihm im April 2009 das Ehrenbürgerrecht der Stadt.

## Nachweise
1. ↑  Ansprache zur Amtsübergabe am 25. August 2022 im Sauerlandtheater Arnsberg (Memento des Originals vom 27. August 2022 im Internet Archive)  Info: Der Archivlink wurde automatisch eingesetzt und noch nicht geprüft. Bitte prüfe Original- und Archivlink gemäß Anleitung und entferne dann diesen Hinweis.
2. ↑  Hans-Josef Vogel. Abgerufen am 11. Februar 2024 (deutsch).
3. ↑  Hans-Josef Vogel neuer Vorsitzender vom LEE NRW. 5. Mai 2023, abgerufen am 11. Februar 2024.
4. ↑  Hans-Josef Vogel: Dank für alles. Ansprache zur Verabschiedung als Bürgermeister der Stadt Arnsberg durch die CDU-Ratsfraktion am 24.08.2018. (PDF) 24. August 2018, abgerufen am 11. Februar 2024.
5. ↑  Wahlergebnisse 2004 und 2009 (Memento vom 3. Oktober 2009 im Internet Archive)
6. ↑  Neue Regierungspräsidenten in Arnsberg, Düsseldorf und Münster. Pressemitteilung. 12. Juli 2017, abgerufen am 4. Juni 2025.
7. ↑  Daniel Berg: Neuer Regierungspräsident: Böckelühr übernimmt von Vogel. Westfalenpost vom 25. August 2022.
8. ↑  *Reallabore* – Wie das *Neue* auch in die *Verwaltung* kommt. 28. April 2023, abgerufen am 11. Februar 2024 (deutsch).
9. ↑  Hans-Josef Vogel: Eine Bezirksregierung auf Innovationskurs. In: Die innovative Kommune: Mindset, Konzepte, Ideen und Praxisbeispiele zukunftsorientierter Städte, Gemeinden und Landkreise (= Edition Innovative Verwaltung). Springer Fachmedien, Wiesbaden 2022, ISBN 978-3-658-35675-0, S. 81–96, doi:10.1007/978-3-658-35675-0_6.
10. ↑  Jörg Bogumil, Sascha Gerber, Hans-Josef Vogel: Verwaltung besser machen: Vorschläge aus Wissenschaft und Praxis (= ZEFIR-Materialien. Band 19). ZEFIR, Bochum 2022, ISBN 978-3-946044-19-2.
11. ↑  Energiedepesche vom Juni 2023, Ausgabe 2/2023, S. 34.
12. ↑  Ralf Tiemann: Iserlohn: Abschied und Aufbruch an der Fachhochschule. 1. Oktober 2024, abgerufen am 6. Oktober 2024.
13. ↑  Pressetext zur Ehrenbürgerwürde (Memento vom 5. Dezember 2015 im Internet Archive)

| Personendaten    | Personendaten             |
| ---------------- | ------------------------- |
| NAME             | Vogel, Hans-Josef         |
| ALTERNATIVNAMEN  | Vogel, Johannes Josef     |
| KURZBESCHREIBUNG | deutscher Politiker (CDU) |
| GEBURTSDATUM     | 27. April 1956            |
| GEBURTSORT       | Werl                      |